# Melissonomoi
Melissonomoi var titeln för en prästinna tillhörande stadskulten av Artemis i Artemistemplet i Efesos.
Kulten av Artemis i Efesos var en av de största i den antika världen, men den var intensivt präglad av lokala traditioner och hade få saker gemensam med övriga kulter av Artemis, då gudinnan i Efesos ursprungligen var en annan gudinna. Kulten omfattade ett stort prästerskap av både män och kvinnor. Artemis prästinnor kallades för "bin" och deras ledare för "Bihållaren". De drack smält honung under nattliga ritualer, då denna uppfattades som Artemis egen dryck. 